# Joseph Laurent Philippe

Bischofswappen

Joseph Laurent Philippe SCI (* 3. April 1877 in Rollingergrund, heute Luxemburg; † 21. Oktober 1956 in Luxemburg) war ein luxemburgischer Priester und von 1935 bis 1956 Bischof von Luxemburg.

## Leben
Joseph Laurent Philippe wurde am 28. Mai 1904 zum Priester geweiht. Am 20. Januar 1926 wurde er zum Generalsuperior der Kongregation der Herz-Jesu-Priester ernannt.
Am 25. April 1935 ernannte ihn Papst Pius XI. zum Titularbischof von Tinum und zum Koadjutorbischof in Luxemburg. Die Bischofsweihe spendete ihm Francesco Kardinal Marchetti Selvaggiani am 9. Juni desselben Jahres in Rom. Am 9. September 1935 wurde er Bischof von Luxemburg. In seine Amtszeit fiel die Vergrößerung der Kathedrale 1935 bis 1938 und die Besetzung Luxemburgs im Zweiten Weltkrieg durch das Deutsche Reich. Ein Drittel der Kirchen und Kapellen der Diözese wurde bei Kriegshandlungen insbesondere 1944 bis 1945 zerstört. Seit dem 14. Mai 1949 stand ihm mit Léon Lommel ein Koadjutorbischof zur Seite.